# Chililabombwe
Chililabombwe (anteriormente conocida como Bancroft) es una ciudad situada en la provincia de Copperbelt, en Zambia. La ciudad está a 30 km de la vecina ciudad de Chingola y a unos 20 km del gran mercado fronterizo de Kasumbalesa. Al otro lado del mercado fronterizo se encuentra la República Democrática del Congo.
En 2009 tenía una población aproximada de 87.000 habitantes, lo que la convierte en una de las mayores ciudades del Copperbelt. La principal actividad económica de la localidad es la minería del cobre.

## Toponimia
El nombre de Chililabombwe significa "lugar de la rana croando" en el idioma local de los lamba.

## Minería
Chililabombwe tiene 16 minas. La principal es la mina de cobre de Konkola, considerada uno de los mayores productores de cobre de África y propiedad de Vedanta Resources Limited. Antes de los esfuerzos de privatización en 2000, la mina era propiedad de ZCCM, un conglomerado minero de cobre de Zambia. El gobierno de Zambia poseía una participación del 60,3% en ZCCM.
La mina de cobre de Lubambe, antes conocida como Konkola North, es una mina operada por la empresa australiana de capital privado, EMR Capital Resources.

## Turismo
Chililabombwe es muy conocida por la hospitalidad de sus gentes y por sus numerosos mercados informales. El pequeño pueblo minero también alberga varias casas de huéspedes. La más antigua de ellas, la Tabernacle Guest Lodge, empezó a funcionar hace una década. Desde entonces, otros albergues como Skyways Guest Lodge y Dopchim Guest Lodge también se han hecho muy conocidos en la provincia de Copperbelt.

## Deporte
En Chililabombwe hay un club de fútbol, el Konkola Blades. El equipo juega sus partidos en el estadio Konkola, en Chililabombwe, y tiene una capacidad de 25.000 asientos. 
Eston Mulenga, la difunta estrella de fútbol, nació en Chililabombwe. 